# Григоренко, Михаил Олегович
Михаи́л Оле́гович Григоре́нко (род. 16 мая 1994, Хабаровск) — российский хоккеист. Нападающий хоккейного клуба Трактор. Олимпийский чемпион 2018 года, бронзовый призёр чемпионата мира 2019 года. Обладатель Кубка Гагарина (2019, 2022, 2023). Заслуженный мастер спорта России.

## Биография

### Клубная карьера
В сезоне 2011/12 был признан лучшим молодым нападающим, лучшим новичком и самым перспективным юниором года в Главной юниорской хоккейной лиге Квебека.
На драфте НХЛ в 2012 году выбран в первом раунде командой «Баффало Сейбрз» под общим 12 номером. Дебютировал в НХЛ 20 января 2013 года. Свой первый гол в НХЛ забил 29 января 2013 года в ворота «Торонто Мейпл Лифс».
26 июня 2015 года «Баффало» обменяло Михаила Григоренко, защитника Никиту Задорова, нападающего Джея Ти Комфера и выбор во втором раунде драфта 2015 года в «Колорадо Эвеланш» на Райана О’Райли и нападающего Джейми Макгинна. В качестве ограниченно свободного агента подписал однолетний контракт с «Колорадо» на $675 000. Завершив сезон с 27 очками в 74 матчах, летом 2016 года Михаил продлил контракт с «лавинами» ещё на год на сумму $ 1,3 млн.
В 2017 году перешёл в ЦСКА. В сезоне 2017/2018 ему удалось набрать 36 очков в 66 матчах. А уже в следующем сезоне он значительно прибавил и набрал 73 очка в 75 матчах. В этом сезоне Григоренко в составе ЦСКА стал обладателем Кубка Гагарина, одолев в финале омский «Авангард».
13 июля 2020 года подписал контракт на год с клубом НХЛ «Коламбус Блю Джекетс».
В марте 2021 года был выставлен на драфт отказов, однако ни один клуб НХЛ не заинтересовался им.
В июле 2021 года вернулся в ЦСКА — контракт заключен до 2024 года.
30 апреля 2022 года стал двукратным обладателем Кубка Гагарина в составе ЦСКА.
4 декабря 2022 года в матче с «Сочи» забил свою 105 шайбу в составе ЦСКА, став лучшим снайпером в российской истории клуба.
В  плей-офф КХЛ 2022/23 годов Григоренко стал лучшим снайпером и бомбардиром, приняв участие во всех 27 встречах розыгрыша, в которых забросил 12 шайб, отдал 13 результативных передач. Этот бомбардирский результат стал четвёртым в истории лиги.
Признан самым ценным игроком розыгрыша Кубка Гагарина — 2023.
24 мая 2024 года в качестве свободного агента перешёл в СКА. 21 октября 2024 года за 9 минут и 27 секунд сделал хет-трик в ворота «Витязя» в гостях (8:1). Это был 4-й хет-трик Григоренко в матчах КХЛ. 11 июля 2025 года расторг контракт со СКА и подписал двухлетнее соглашение с «Трактором».

### Карьера в сборной
В 2018 году был включён в состав команды олимпийских спортсменов из России для участия в зимних Олимпийских играх в Пхёнчхане. Вместе с командой стал олимпийским чемпионом, в шести матчах набрав 4 очка (1+3). Единственную шайбу забросил в ворота сборной Норвегии в матче 1/4 финала.
На чемпионате мира 2018 года в Дании в 8 матчах набрал 7 очков (4+3), сборная заняла шестое место. Забросил две шайбы в ворота сборной Австрии и по одной в ворота Швейцарии и Чехии.
В 2019 году был вызван в сборную России на чемпионат мира в Словакии, где стал с командой бронзовым призёром. Григоренко в 10 матчах чемпионата набрал 5 очков (4+1). Забросил победную шайбу в 1/4 финала против команды США (4:3), а также открыл счёт в матче за третье место против сборной Чехии.

## Достижения
- Обладатель Кубка Гагарина (2019, 2022, 2023 ЦСКА)
- Олимпийский чемпион 2018.
- Бронзовый призёр Чемпионата мира (2019).
- Обладатель Кубка Харламова (чемпион МХЛ) (2011).
- Бронзовый призёр юниорского чемпионата мира (2011).
- Серебряный призёр молодёжного чемпионата мира (2012).
- Бронзовый призёр молодёжного чемпионата мира (2013, 2014).
- Лучший новичок года CHL и QMJHL (2012).
- Лучший перспективный игрок QMJHL (2012).
- Лучший атакующий новичок QMJHL (2012).

## Статистика
| Легенда | Легенда                    | Легенда | Легенда                   | Легенда | Легенда    |
| ------- | -------------------------- | ------- | ------------------------- | ------- | ---------- |
| И       | Количество проведённых игр | Штр     | Штрафное время            | +/−     | Плюс-минус |
| Г       | Голы                       | П       | Голевые передачи          | О       | Очки       |
| -       | Статистика неизвестна      | —       | Статистика не учитывалась |         |            |